# De Vloetse Hoeve
De Vloetse Hoeve is een rijksmonumentale boerderij in Sint Anthonis (Noord-Brabant) gebouwd in 1730 door de familie Stayman.
Tussen 1860 en 1874 was de boerderij in het bezit van Dot Vloet (1840-1916). Hierna werd de boerderij overgenomen door zijn zoon Jan Vloet (1874-1939) en vervolgens door diens zoon Harry Vloet (1917-2005). Harry Vloet woonde tot 1972 met zijn vrouw Martha Michiels en hun kinderen in deze boerderij.
De boerderij kwam daarna achtereenvolgens in het bezit van de families v.d. Heijden, Davids en Verberk. De familie Verberk gaf op 1 januari 1999 de boerderij de naam "Vloetse Hoeve". Dit gebeurde in het bijzijn van Harry Vloet en (klein)kinderen.
Sinds december 2011 wordt de "Vloetse Hoeve" bewoond door de familie Hendriks. De boerderij staat op de monumentenlijst.